# Augustin Aubert

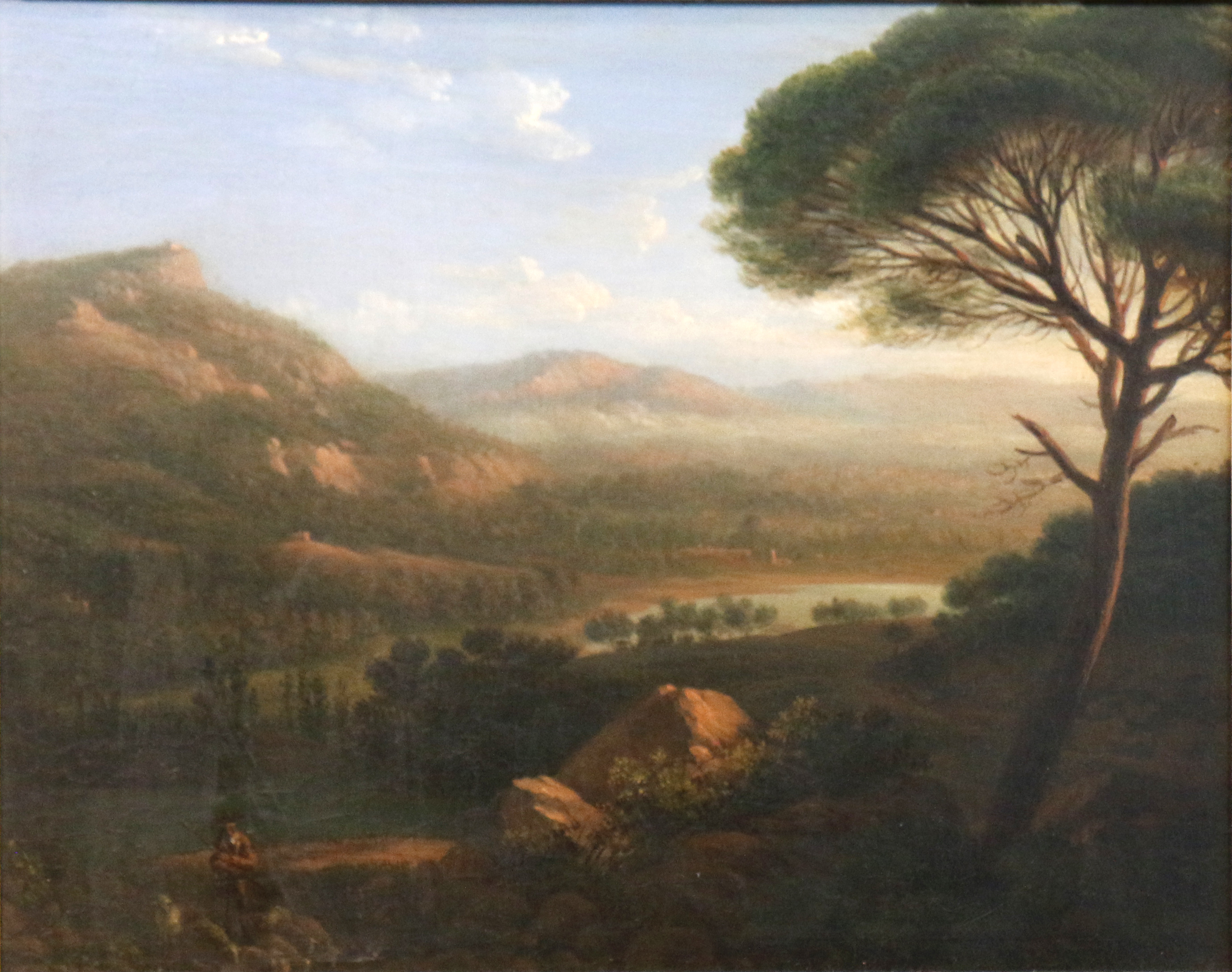
Las alrededores de Montredon

Augustín Raymond Aubert (1781-1847) fue un pintor francés.

## Biografía
Nació en 1781 en Marsella. Inicialmente estaba aprendiendo el oficio bajo la dirección de Joachim Guenin y más tarde, con Jean-François Pierre Peyron, lo que tuvo lugar en París, adonde se había mudado en 1802. Poco tiempo después volvió a Marsella.
En 1810 fue nombrado como Director de la Escuela de Diseño de Marsella, y en esta condición dirigió los estudios de numerosos alumnos que más tarde se hicieron famosos. Pintó cuadros históricos, paisajes y retratos con mucho éxito. El museo y unas iglesias de su ciudad natal tienen varios ejemplos de su arte. Unas de sus pinturas de la historia sagrada son de grandes dimensiones. 
Murió en su finca cerca de Marsella en 1847.